# Frederick Starr
Frederick Starr, född 2 september 1858, död 14 augusti 1933, var en amerikansk antropolog. 

## Utdrag från karriären
- 1905-1906 gjorde han en rasstudie av pygméerna i Afrika.
- 1908-1911 studerade han de filippinska öarna, Japan och Korea.

Då den stora jordbävningskatastrofen i Honshū, Japan, ägde rum 1923 befann sig Starr i landet. The New York Times spekulerade då om hans säkerhet. Starr var dock i Tokyo då jordbävningen ägde rum och därifrån tog han sig till det berömda buddhistiska templet Zojo-ji, i Tokyos Shiba-distrikt. Därifrån skrev han till sina vänner i Auburn, New York, i ett brev som senare trycktes i New York Times: 
"We went to the temple grounds, but at midnight, the priests took us up higher and higher to the innermost temple. Here on the topmost step, I sat till morning, watching the brazen sky beyond the slope meaning ruin to millions."
Starr stannade kvar i Tokyo till sin död 1933. Bland de som deltog i begravningen var den japanska premiärministern Makoto Saito.

## Utmärkelser
- Leopoldorden (Belgien)
- Italienska kronorden (Italien)
- Heliga skattens orden (Japan)
- University of Chicago, Department of Anthropology, Starr Lectureship